# Mẹ rơm
Mẹ rơm (tên cũ: Trái tim tỏa nắng) là một bộ phim truyền hình được thực hiện bởi Trung tâm Phim truyền hình Việt Nam, Đài Truyền hình Việt Nam do NSƯT Nguyễn Phương Điền làm đạo diễn. Phim phát sóng vào lúc 21h00 từ thứ 2 đến thứ 6 hàng tuần bắt đầu từ ngày 3 tháng 11 năm 2022 và kết thúc vào ngày 11 tháng 1 năm 2023 trên kênh VTV1.

## Nội dung
Mẹ rơm xoay quanh Mô "gù" (Thái Hòa), một người đàn ông nghèo khổ, mồ côi với hình dạng bề ngoài xấu xí. Mô âm thầm yêu cô gái cùng làng tên Loan (Huỳnh Hồng Loan). Loan tính vốn khờ khạo nên bị lừa tình dẫn đến có thai. Vào ngày Loan sinh con, chỉ có mình Mô giúp đỡ. Loan mất tích sau khi sinh khiến Mô "gù" trở thành người cha bất đắc dĩ. Anh đặt tên bé là Hạt Dẻ. Kẻ chưa bao giờ được yêu thương, chưa biết thế nào là tình thân như Mô "gù" bây giờ lại là người phải biết cách yêu thương và chăm sóc một hình hài bé nhỏ. Cũng chính từ đây, Mô "gù" lại cảm thấy anh thật sự có một cuộc sống ý nghĩa, khi biết yêu thương và được nhận yêu thương. Cùng với sự giúp đỡ của Hồng (Ngọc Lan) – hàng xóm Mô "gù", một "gái làng chơi hết thời", Mô "gù" đã dần biết chăm sóc con gái mình.

## Diễn viên

### Diễn viên chính
- Thái Hòa trong vai Mô "gù"[7]
- Bé Suri Nhã Vy trong vai Hạt dẻ[7]
- Cao Minh Đạt trong vai Khoản[7]
- Ngọc Lan trong vai Hồng[7]
- Huỳnh Hồng Loan trong vai Loan/Út Nhỏ [7]
- Cao Thái Hà trong vai Xuân[7]
- Phạm Minh Luân trong vai Hào[7]
- Như Ngọc (Lily Chen) trong vai Liễu[7]

### Diễn viên phụ
- Vũ Ngọc Ánh trong vai Thược
- Ngân Quỳnh trong vai Bà Lành
- Thanh Hiền trong vai Bà Trác
- Tấn Thi trong vai Ông Bảy Kéo
- Hiếu Hiền trong vai Mãnh
- Thành Khôn trong vai Ngót
- Quốc Tân trong vai Hai Hùng
- Lyna Trang trong vai Huệ
- Châu Thế Tâm trong vai Tuấn
- Lê Quang Thuận trong vai Trường

Cùng một số diễn viên khác...

## Thay đổi lịch phát sóng
Ban đầu, bộ phim được dự kiến lên sóng tập đầu vào ngày 2 tháng 11 năm 2022, tuy nhiên sau đó phim đã phải dời lịch xuống chậm hơn một ngày do trùng thời điểm diễn ra Lễ công bố sản phẩm đạt thương hiệu quốc gia Việt Nam. Các tập tiếp theo của phim cũng bị dời lịch xuống muộn hơn 1 đến 3 ngày do trùng lịch các chương trình truyền hình trục tiếp tương tự. Điều này được cho là đã làm giảm sức hút của phim.

## Nhạc phim
Bài hát trong phim là ca khúc "Đời mẹ rơm vẫn như thế" do Trang Pháp sáng tác và thể hiện.

## Giải thưởng
| Năm  | Giải thưởng                                     | Hạng mục                                   | Đề cử                | Kết quả        | Nguồn         |
| ---- | ----------------------------------------------- | ------------------------------------------ | -------------------- | -------------- | ------------- |
| 2022 | Ấn tượng VTV                                    | Phim truyền hình ấn tượng                  | —                    | Đề cử          | [ 11 ]        |
| 2022 | Nghệ sĩ tiêu biểu lĩnh vực Nghệ thuật biểu diễn | Diễn viên phim truyền hình nổi bật của năm | Ngọc Lan             | Đoạt giải      | [ 12 ]        |
| 2023 | Giải Cánh diều                                  | Phim truyện truyền hình                    | —                    | Cánh diều vàng | [ 13 ] [ 14 ] |
| 2023 | Giải Cánh diều                                  | Nam diễn viên chính xuất sắc               | Thái Hòa             | Đoạt giải      | [ 13 ] [ 14 ] |
| 2023 | Giải Cánh diều                                  | Biên kịch xuất sắc                         | Lương Kim Liên       | Đoạt giải      | [ 13 ] [ 14 ] |
| 2023 | Giải Cánh diều                                  | Biên kịch xuất sắc                         | Nguyễn Thị Ngọc Bích | Đoạt giải      | [ 13 ] [ 14 ] |